# Fort Ross

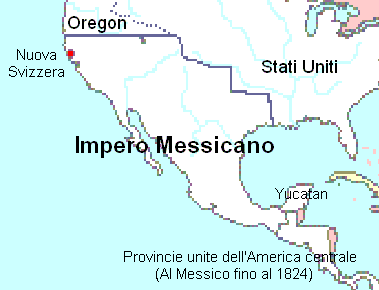
Localizzazione di Fort Ross (Nuova Svizzera)

Fort Ross è un insediamento russo situato in California nell'attuale contea di Sonoma.

## Storia
Il forte fu fondato nel 1812 dai colonizzatori provenienti dall'Alaska come punto d'appoggio navale. L'arrivo degli spagnoli da sud bloccò ogni ulteriore espansione russa e ne fece un'enclave russa nella California spagnola. Nel 1841 fu ceduto allo svizzero John Sutter, che ne fece una colonia basata su un ideale di "società modello" chiamata Nuova Svizzera. Nel 1867 venne venduto assieme all'Alaska agli Stati Uniti ed è oggi un importante bene storico degli Stati Uniti.

## Governatori
- Ivan A. Kuskov, 1812-1821
- Karl J von Schmidt, 1821-1824
- Paul I. Shelikhov, 1824-1830
- Peter S. Kostromitinov, 1830-1838
- Alexander G. Rotchev, 1838-1841